# Strumpfband

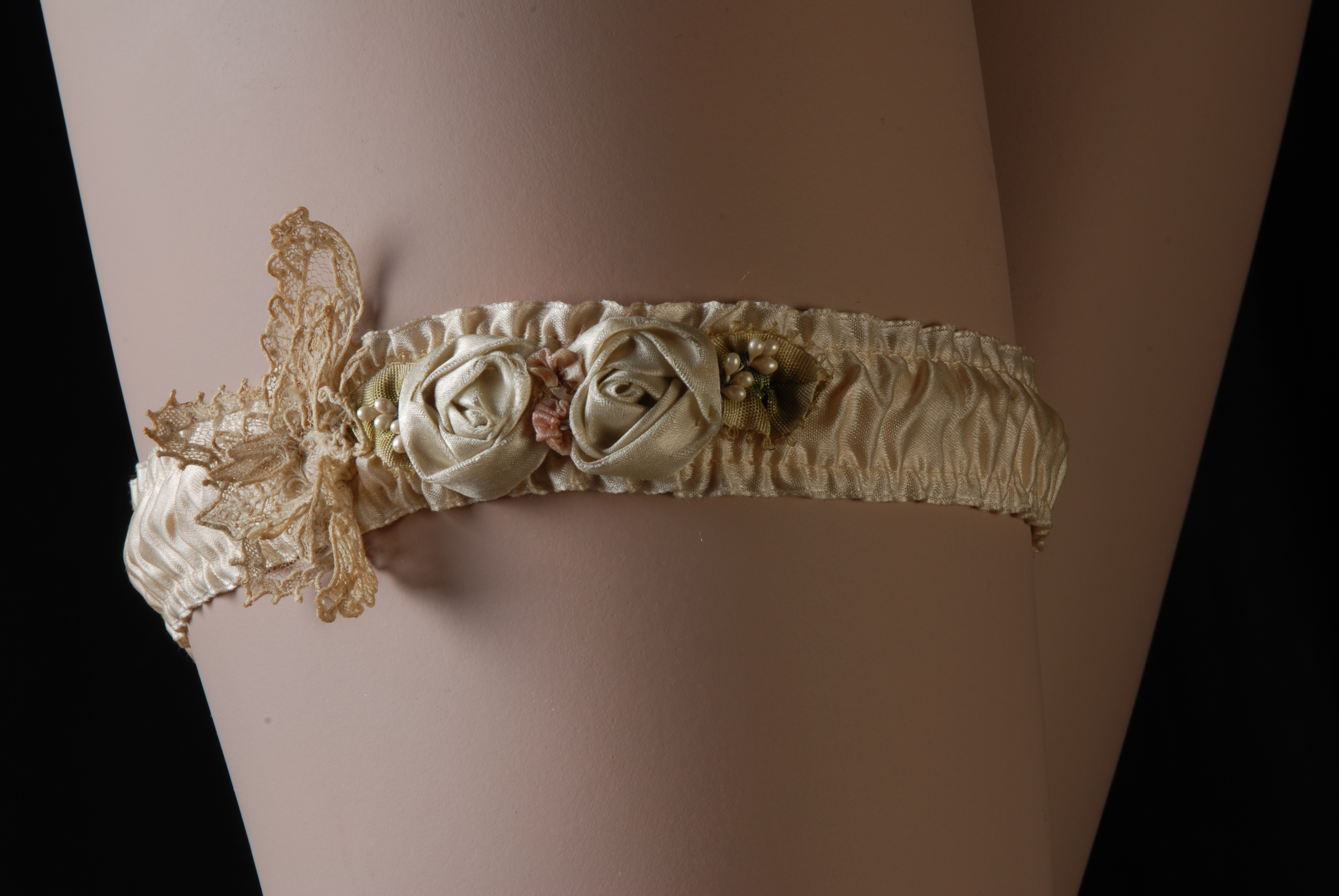
Cremefarbenes Strumpfband aus Seide, zum Brautkleid gehörend, 1899

Das Strumpfband ist in seiner ursprünglichen Form ein textiles Band, das über einem Strumpf um das Bein gebunden wird, um ihn am Herunterrutschen zu hindern. Das geschah je nach Mode unter- oder oberhalb des Knies. Strumpfbänder wurden wie Strumpfhalter ursprünglich von allen Geschlechtern getragen.

## Beschaffenheit und Verwendung
Mit dem Verschwinden der langen Strümpfe aus der Herrenmode im 19. Jahrhundert wurde das Strumpfband zu einem rein weiblichen Kleidungsbestandteil.
Krünitz beschreibt in seinem Lexikon von 1858 das Strumpfband wie folgt:

„Die Bänder sind verschiedentlicher Art, besonders bei Frauenzimmern, die damit eine Art Luxus zu treiben pflegen. Man hat leinene, baumwollene, seidene etc. Bänder; dann wattirte aller Art, mit Sprungfedern etc. Die gewöhnlichen Bänder, die bis zu einer Breite von 2 Zoll gehen, und eine Länge von ungefähr 1½ bis 2 Fuß haben, werden ein paarmal um das Bein unter dem Knie herumgeschlagen, und darauf mit einer Schleife befestiget, das heißt, das Band wird durchgeschlagen, wie zu einem Knoten, und in eine Schleife gezogen. Die Länge des Bandes richtet sich nach dem ein= oder zweimaligen Umschlagen um das Bein. […] Die Farben der Bänder sind sehr verschieden, und richten sich nach dem Geschmacke der Trägerinnen: rot, blau, gelb, grün, braun, in allen Abstufungen des Hellen zum Dunkeln; dann auch alle Zwischenfarben: aschgrau, silberfarbig, violett, lila, rosa, orange etc.“

Die neueren Ausführungen müssen nicht mehr gebunden werden, sondern sind elastisch, so dass sie über das Bein gestreift werden können. Sie werden verdeckt am Oberschenkel getragen. Durch die Erfindung der halterlosen Strümpfe bzw. der Strumpfhose werden Strumpfbänder heute nicht mehr zu praktischen Zwecken benötigt, haben aber beispielsweise als traditionelles Accessoire in der Brautmode überdauert. Typisch ist z. B. die Versteigerung des Strumpfbands der Braut.
Auch heute noch wird ein Strumpfband gerne von Gogo-Girls genutzt. Hier dient es zum Sammeln der zugesteckten Geldnoten.

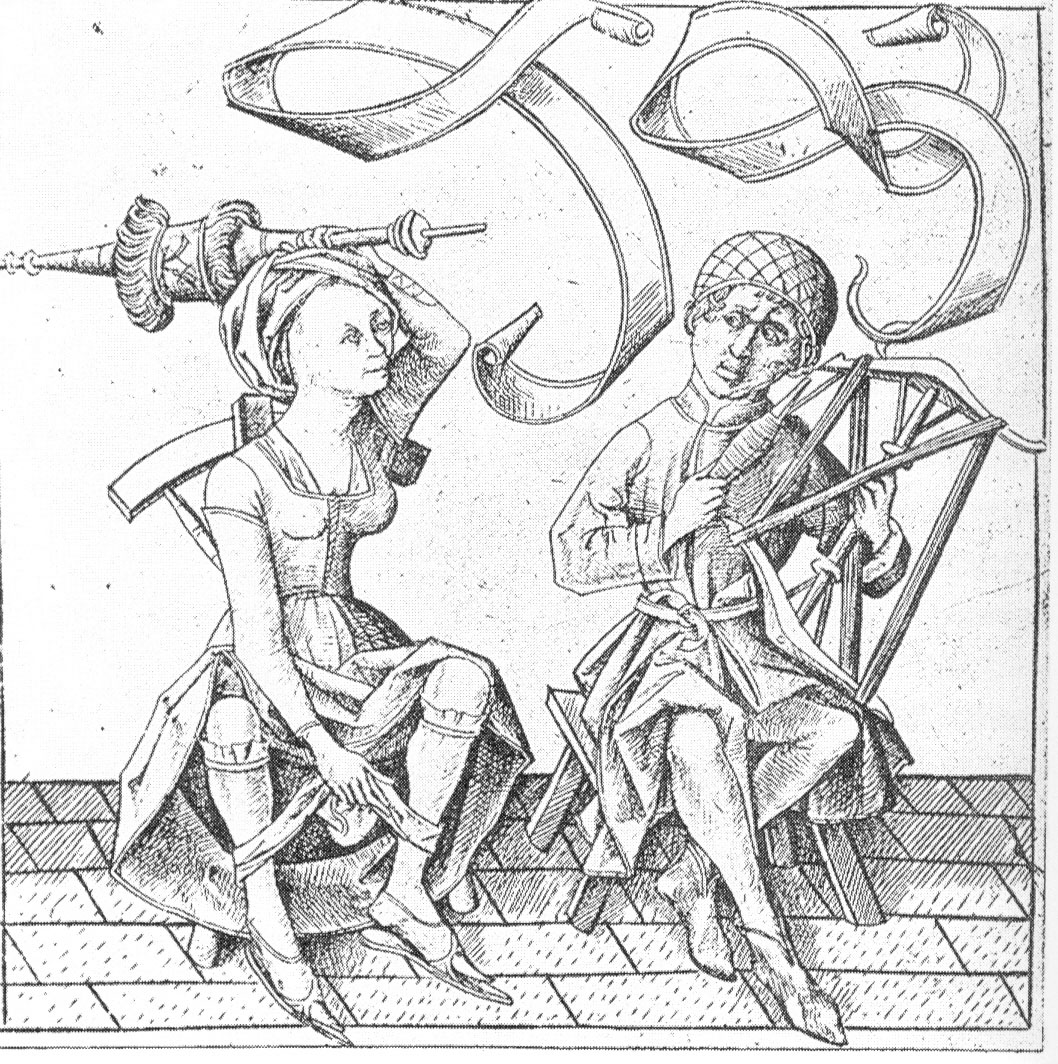
Frau mit Strumpfbändern unter den Knien, Israhel van Meckenem, Ende 15. Jahrhundert
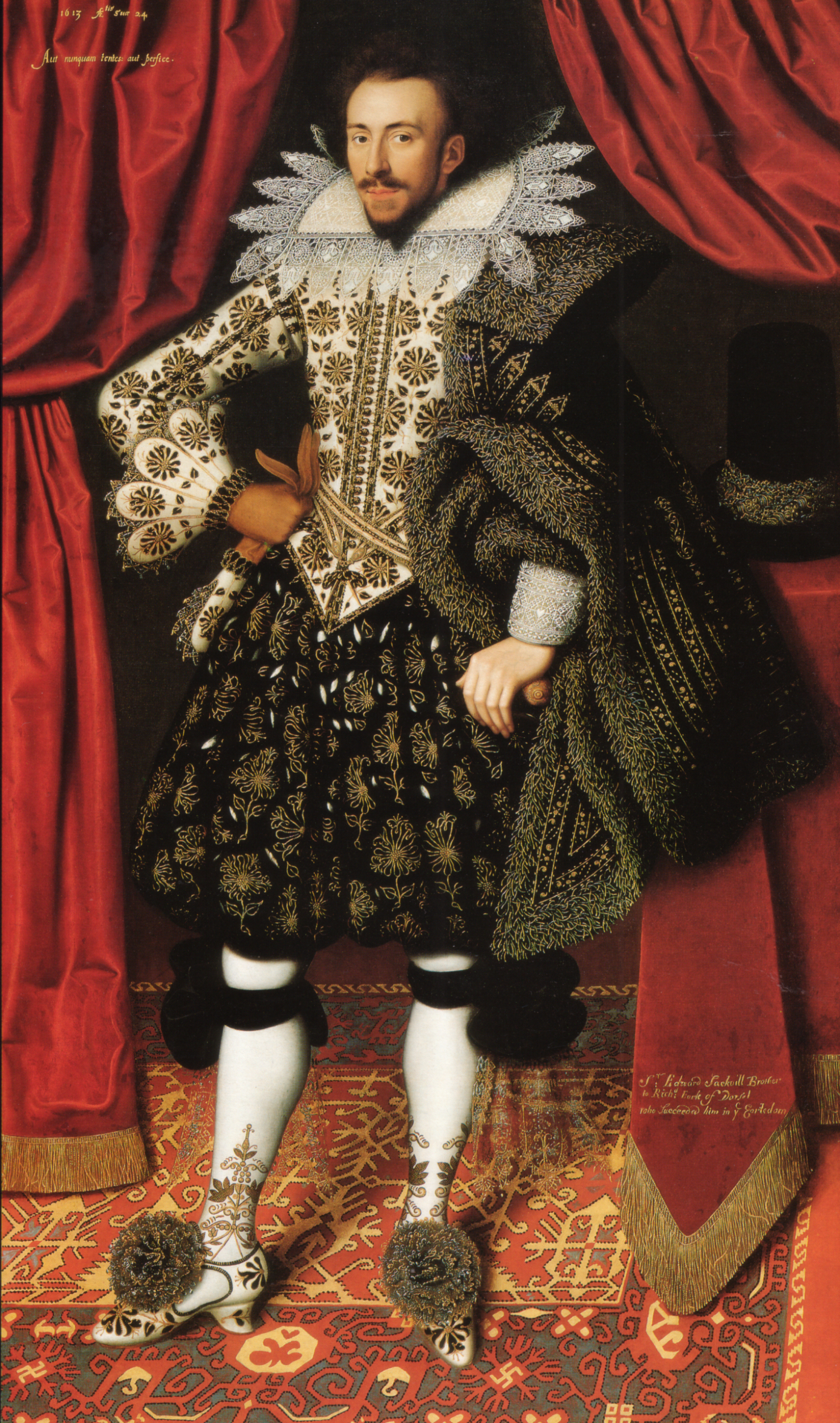
Edward Sackville, Earl of Dorset, mit auffälligen schwarzen Strumpfbändern, William Larkin zugeschrieben, Großbritannien, 1613
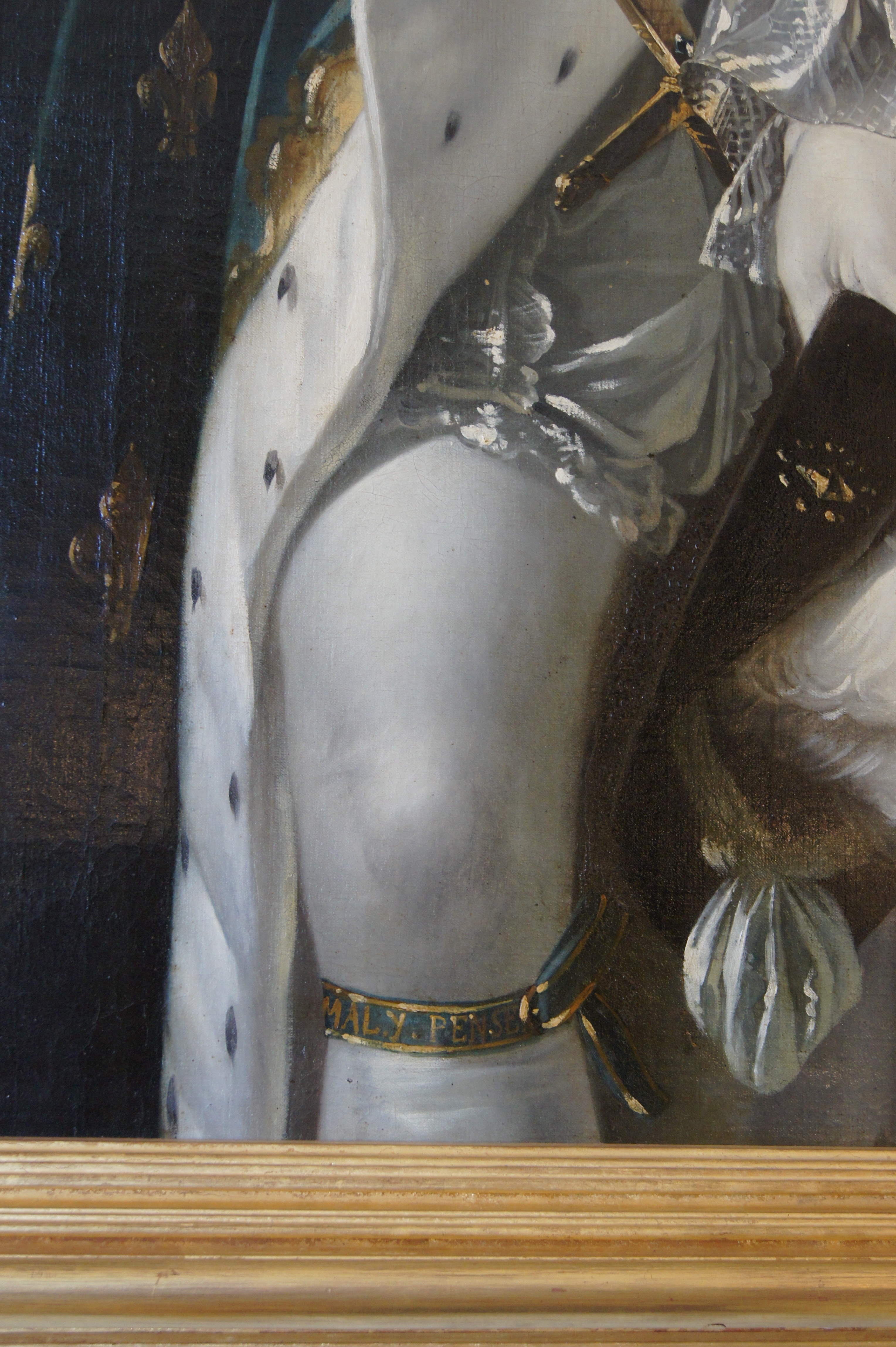
Ludwig XVIII. mit dem Hosenbandorden (Detail), 19. Jahrhundert
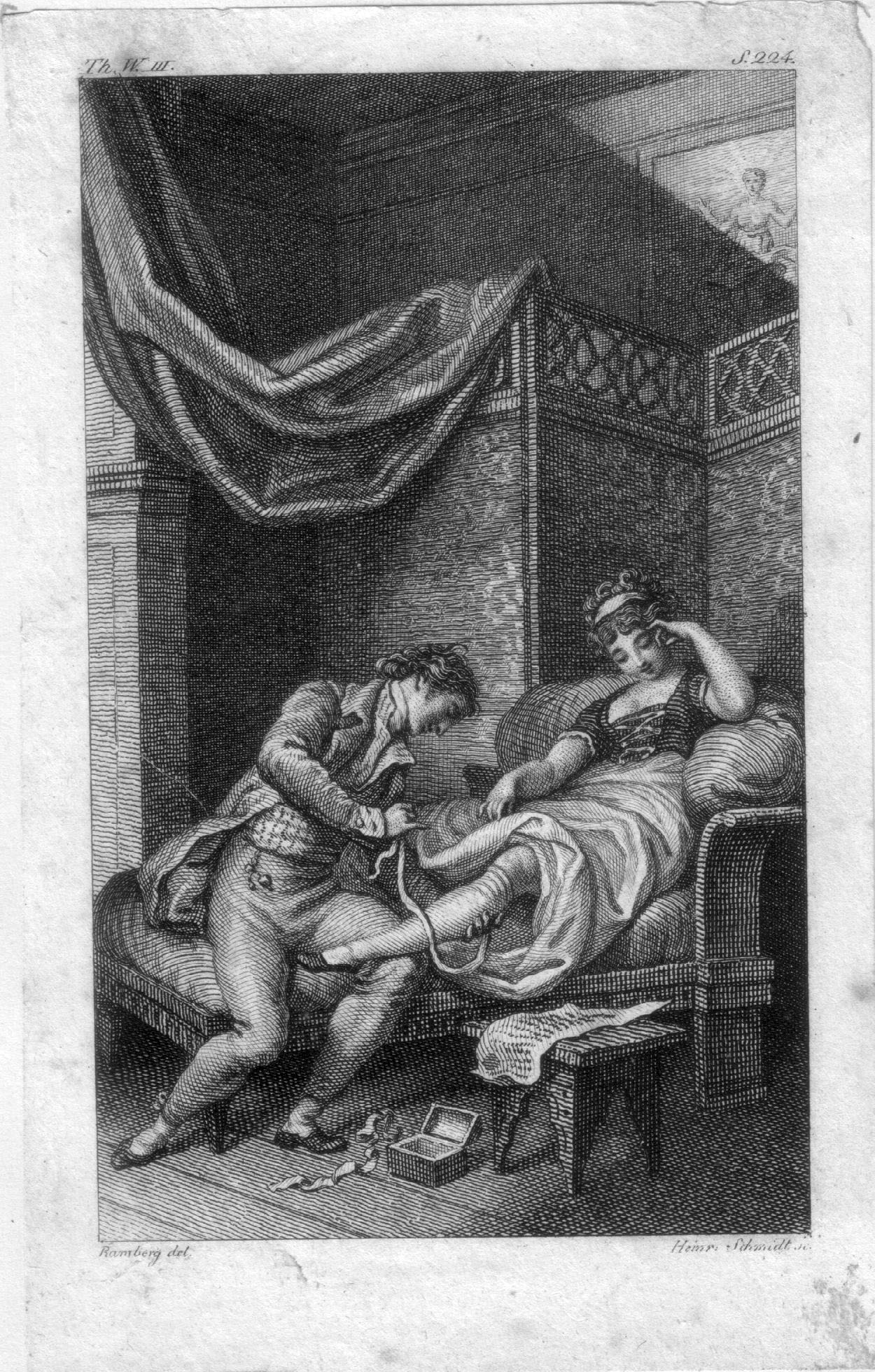
Das Strumpfband als erotisches Motiv: Kupferstich Der Liebesdienst nach Johann Heinrich Ramberg, frühes 19. Jahrhundert
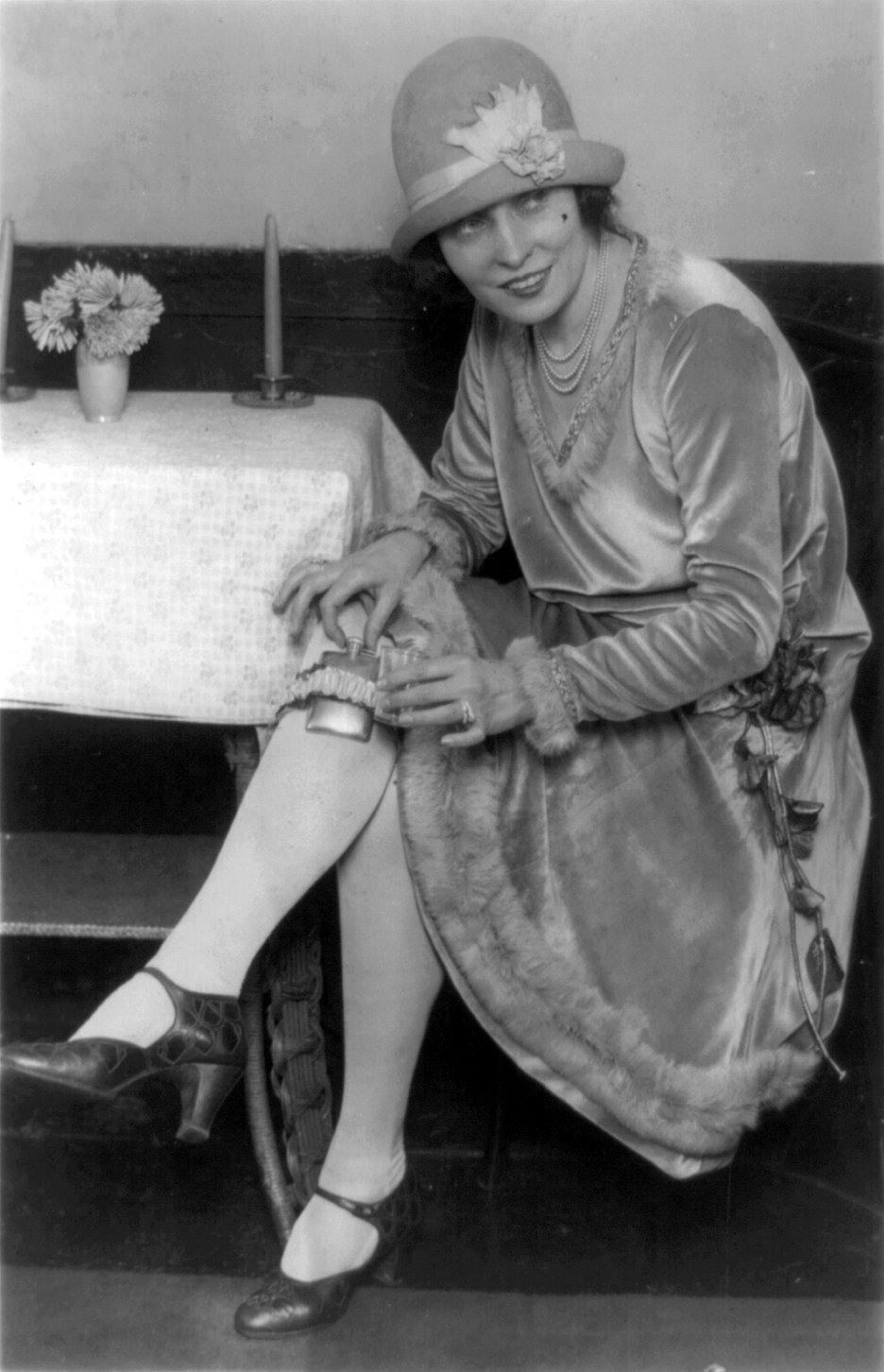
Eine Frau trägt während der Prohibition einen Flachmann unter ihrem Strumpfband, USA, 1926

## Sonstiges
Bertha Benz benutzte während der ersten Fernfahrt mit einem Automobil Anfang August 1888 laut eigener Aussage ihr Strumpfband, um eine defekte Zündung an ihrem Benz Patent-Motorwagen Nr. 3 zu reparieren. An jene historische Fahrt erinnert heute die Bertha Benz Memorial Route.